# Hoste (Moselle)
Pour les articles homonymes, voir Hoste.
Hoste est une commune française située dans le département de la Moselle et le bassin de vie de la Moselle-Est, en région Grand Est.

## Géographie
| Cappel   |                     | Loupershouse        |
| Barst    | Hoste               |                     |
| Maxstadt | Altrippe, Leyviller | Puttelange-aux-Lacs |

### Hydrographie
La commune est située dans le bassin versant du Rhin au sein du bassin Rhin-Meuse. Elle est drainée par le ruisseau de Hoste, le ruisseau le Ruhbrecher et le ruisseau de Rimmel Hoffenbach.
La commune de Hoste compte des zones humides et des étangs dont les principaux sont l'étang de la Virigsmuehle situé près de la chapelle de la Bonne Fontaine, l'étang du Rohr établi sur le ruisseau de Valette, les étangs de Hoste-Haut et de Hoste-Bas. Les étangs de Hoste-Haut (20 hectares) et de Hoste-Bas (16 hectares), qui font partie de la "ligne Maginot aquatique", sont aménagés

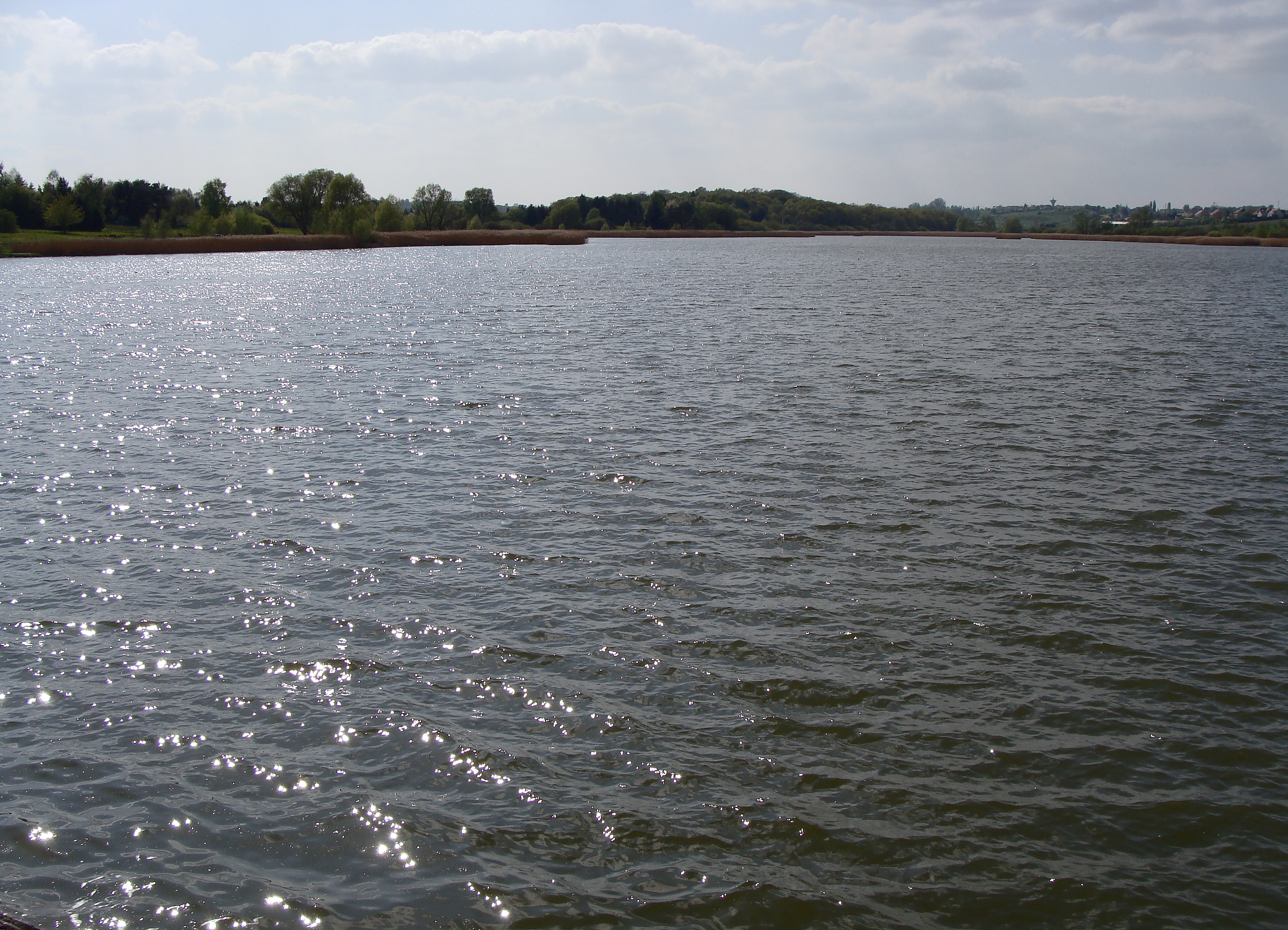
Étang de Hoste-Haut.
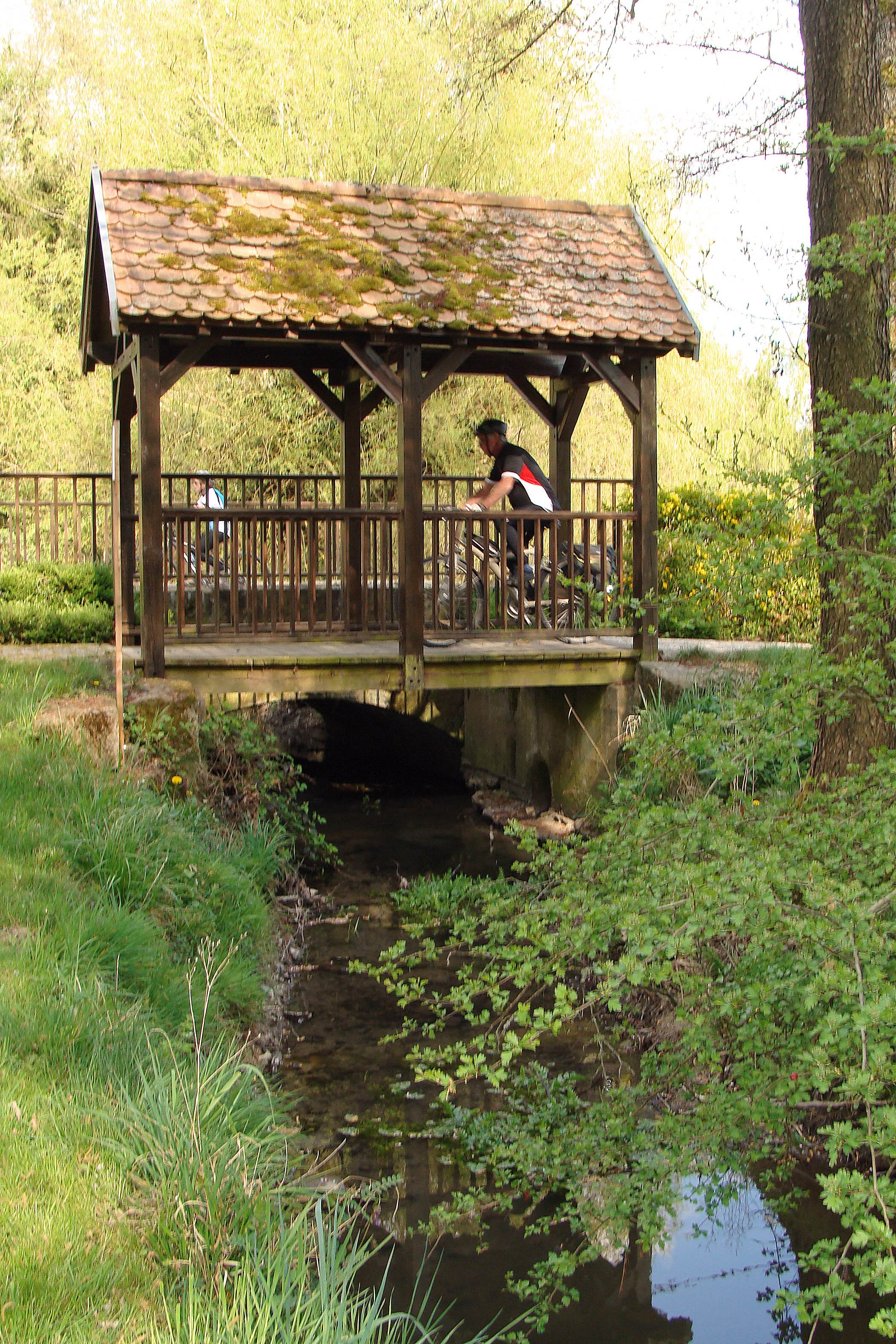
Petit pont sur le ruisseau de Hoste.
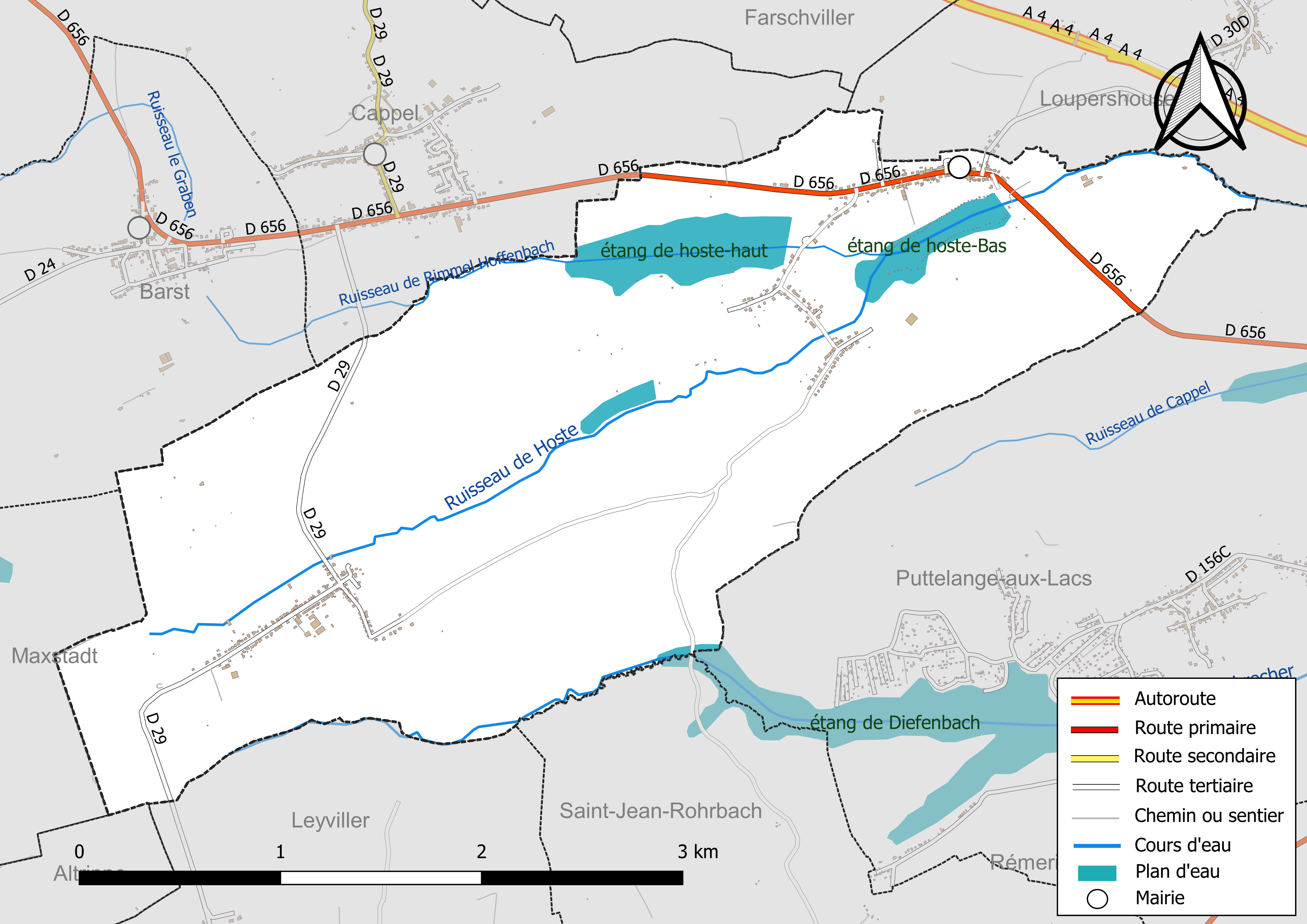
Réseaux hydrographique et routier de Hoste.

### Climat
Pour des articles plus généraux, voir Climat du Grand Est et Climat de la Moselle.
En 2010, le climat de la commune est de type climat des marges montargnardes, selon une étude du Centre national de la recherche scientifique s'appuyant sur une série de données couvrant la période 1971-2000. En 2020, Météo-France publie une typologie des climats de la France métropolitaine dans laquelle la commune est exposée à un climat semi-continental et est dans la région climatique  Lorraine, plateau de Langres, Morvan, caractérisée par un hiver rude (1,5 °C), des vents modérés et des brouillards fréquents en automne et hiver. 
Pour la période 1971-2000, la température annuelle moyenne est de 9,9 °C, avec une amplitude thermique annuelle de 17 °C. Le cumul annuel moyen de précipitations est de 837 mm, avec 12 jours de précipitations en janvier et 9,3 jours en juillet. Pour la période 1991-2020, la température moyenne annuelle observée sur la station météorologique de Météo-France la plus proche, « Seingbouse », sur la commune de Seingbouse à 6 km à vol d'oiseau, est de 10,5 °C et le cumul annuel moyen de précipitations est de 731,4 mm. 
La température maximale relevée sur cette station est de 37,9 °C, atteinte le 25 juillet 2019 ; la température minimale est de −17 °C, atteinte le 20 décembre 2009,,. 
Les paramètres climatiques de la commune ont été estimés pour le milieu du siècle (2041-2070) selon différents scénarios d'émission de gaz à effet de serre à partir des nouvelles projections climatiques de référence DRIAS-2020. Ils sont consultables sur un site dédié publié par Météo-France en novembre 2022.

## Urbanisme

### Typologie
Au 1er janvier 2024, Hoste est catégorisée commune rurale à habitat dispersé, selon la nouvelle grille communale de densité à sept niveaux définie par l'Insee en 2022.
Elle est située hors unité urbaine et hors attraction des villes,.

### Occupation des sols
L'occupation des sols de la commune, telle qu'elle ressort de la base de données européenne d’occupation biophysique des sols Corine Land Cover (CLC), est marquée par l'importance des territoires agricoles (70,7 % en 2018), en diminution par rapport à 1990 (74,4 %). La répartition détaillée en 2018 est la suivante : 
prairies (36,1 %), terres arables (32,8 %), forêts (17,3 %), zones urbanisées (6,5 %), eaux continentales (5,6 %), zones agricoles hétérogènes (1,8 %). L'évolution de l’occupation des sols de la commune et de ses infrastructures peut être observée sur les différentes représentations cartographiques du territoire : la carte de Cassini (XVIIIe siècle), la carte d'état-major (1820-1866) et les cartes ou photos aériennes de l'IGN pour la période actuelle (1950 à aujourd'hui).

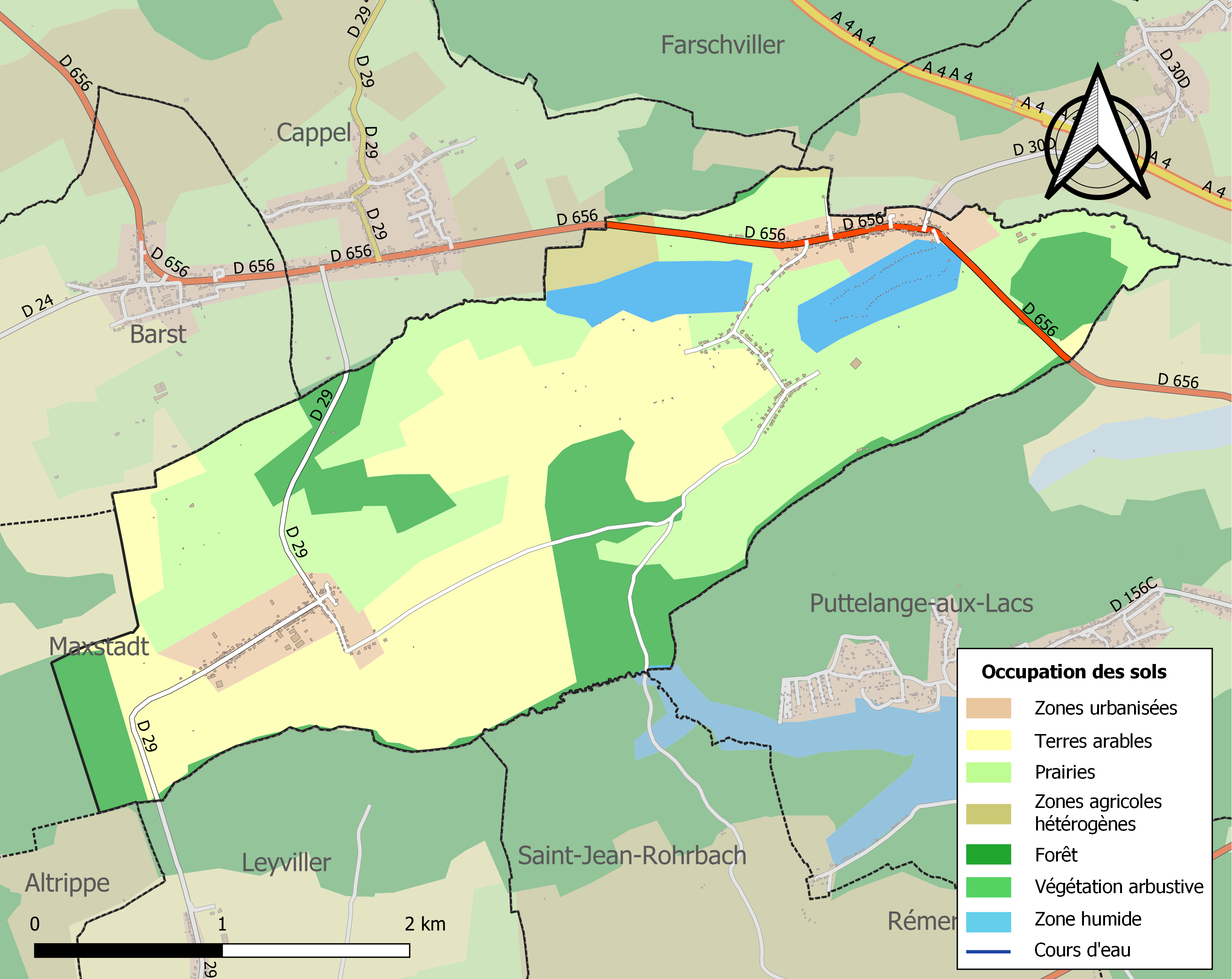
Carte des infrastructures et de l'occupation des sols de la commune en 2018 (CLC).

## Toponymie
- En francique lorrain : Hooscht.
- Les Deux Hostes (1793), Les Deux-Host (1801), Hoste (1979)[14].
- Hoste-Haut : Homscit et Honkecheyt (875), Hoexem (942), Honsceit (XIe siècle), Honkechert (1139), Hoxem (1293), Houst (1544), Hoost (1594), Hocst (1595), Holt (1681), Haust (1684), Hogst (1751), Housset/Houst/Obst/Hostet/Host (1756), Oberhogst (1779), Ober-Host[15], Host-Haut[15],Host-le-Haut[16], Oberhost (1871-1918), Petersruh (1940-1944).
- Hoste-Bas : Niderhogst (1779), Nieder-Host[15], Host-Bas[15], Host-le-Bas[16], Niederhost (1940-1944).
- Valette : La Valette (1751), Valette (1793), Vallette (1801). Wallett en francique lorrain.

## Histoire
- Initialement composée des deux villages de Hoste-Bas et de Hoste-Haut, l'actuelle commune de Hoste a fusionné avec l'ancienne commune de Valette (qui est toujours le nom de son village distinct mais formant la moitié sud-ouest de la commune actuelle).
- Possession de l'abbaye Sainte-Glossinde de Metz dont la vouerie était un fief épiscopal dans la châtellenie de Hombourg-Saint-Avold.

## Politique et administration
| Période                                  | Période   | Identité       | Étiquette | Qualité |
| ---------------------------------------- | --------- | -------------- | --------- | ------- |
| 1953                                     | mars 2001 | Albert Jacques | -         | -       |
| mars 2001                                | mars 2014 | Sylvain Starck |           |         |
| mars 2014                                | En cours  | Michel Jacques |           |         |
| Les données manquantes sont à compléter. |           |                |           |         |

## Population et société

### Langues
Plusieurs langues sont utilisées sur le territoire de Hoste et de Valette.
Les principales sont :
- le français (langue officielle de la France)
- l’allemand (ou « Hochdeutsch »). Son usage reste exceptionnel dans la commune (publications, cultes et chants).
- le dialecte francique rhénan de Lorraine (ou « Rheinfränkisch »)  appelé lothrénger Platt ou lothringer Platt, qui fait partie du groupe des langues germaniques du moyen-allemand occidental (ou « Westmitteldeutsch »). L’usage du dialecte (ou « Platt ») est en long déclin à Hoste et Valette.

En 1790, le bilinguisme administratif est appliqué et l’usage du « Platt » est constant.
En 1794 une loi (reprise plus tard par Napoléon Bonaparte) interdit tout acte officiel en une langue autre que le français. Néanmoins les archives et registres montrent certains écarts avec ce principe.
1850 : le français gagne du terrain mais le catéchisme et les cultes se font en allemand. La population cultivée lit invariablement des publications en français et en allemand. Le dialecte est la langue du quotidien.
1870 : à la suite de l’occupation allemande, la culture allemande commence à s’introduire peu à peu.
1872 : l’école devient tout à fait allemande. Le « Platt » reste la langue du quotidien.
1918 : le français s’impose au retour de la Lorraine à la France. L'enseignement se met en place progressivement en français.
1926 : les écoliers de Hoste suivent encore 3 heures d’enseignement d’allemand par semaine. Le catéchisme et les cultes se font souvent en allemand. Le président Raymond Poincaré prônera un bilinguisme français/dialecte ce qui entraînera une réaction hostile des députés et des évêques. La situation restera inchangée jusqu’au début de la Seconde Guerre mondiale.
1940 : la Moselle est annexée au Troisième Reich. Les cours doivent se faire en allemand (« Hochdeutsch ») uniquement. Le français est interdit et son usage est verbalisé. Les actes se font désormais uniquement en allemand. Le dialecte (« Platt ») continue d’être utilisé par la population. Les enfants sont scolarisés en langue allemande et des enseignants de langue maternelle allemande sont mis en place dans les écoles.
Après 1945 : on assiste à une francisation forcée. Des instituteurs de langue française remplacent ceux mis en place par l'occupant. La loi de 1926 sur l’enseignement de l’allemand à l’école restera provisoirement suspendue jusqu’en 1972, date à laquelle l’enseignement de l’allemand réapparaîtra timidement au primaire (méthode Holderith). L'allemand est aussi utilisé parfois ponctuellement lors de certains cultes. Le dialecte (« Platt ») connaît un long déclin et ne survit que dans les échanges quotidiens de la population âgée et dans certaines manifestations populaires.

### Manifestations culturelles et festivités
- Le carnaval de Hoste
- La Fête paroissiale
- La Fête nationale
- La Fête patronale ou Kirb
- La fête de la Musique en juin
- Le Marché de Noël de Valette en décembre
- La Marche gourmande en septembre
- Les vide-greniers de Valette
- Les concours de pêche de Hoste

L'évolution du nombre d'habitants est connue à travers les recensements de la population effectués dans la commune depuis 1793. Pour les communes de moins de 10 000 habitants, une enquête de recensement portant sur toute la population est réalisée tous les cinq ans, les populations de référence des années intermédiaires étant quant à elles estimées par interpolation ou extrapolation. Pour la commune, le premier recensement exhaustif entrant dans le cadre du nouveau dispositif a été réalisé en 2005.

En 2022, la commune comptait 572 habitants, en évolution de −7,74 % par rapport à 2016 (Moselle : +0,52 %, France hors Mayotte : +2,11 %).
| 1793 | 1800 | 1806 | 1821  | 1836 | 1841 | 1861 | 1866 | 1871 |
| ---- | ---- | ---- | ----- | ---- | ---- | ---- | ---- | ---- |
| 370  | 364  | 430  | 1 012 | 664  | 685  | 644  | 687  | 672  |

| 1875 | 1880 | 1885 | 1890 | 1895 | 1900 | 1905 | 1910 | 1921 |
| ---- | ---- | ---- | ---- | ---- | ---- | ---- | ---- | ---- |
| 649  | 598  | 529  | 522  | 488  | 450  | 473  | 468  | 451  |

| 1926 | 1931 | 1936 | 1946 | 1954 | 1962 | 1968 | 1975 | 1982 |
| ---- | ---- | ---- | ---- | ---- | ---- | ---- | ---- | ---- |
| 448  | 437  | 397  | 309  | 378  | 435  | 441  | 458  | 481  |

| 1990 | 1999 | 2005 | 2006 | 2010 | 2015 | 2020 | 2022 | - |
| ---- | ---- | ---- | ---- | ---- | ---- | ---- | ---- | - |
| 516  | 579  | 673  | 678  | 651  | 632  | 584  | 572  | - |

## Ecarts et lieux-dits
- Le village de Valette dépend administrativement de la commune de Hoste.
- La Virigsmuehle, ancien moulin situé près de la chapelle de la Bonne Fontaine.

## Lieux et monuments

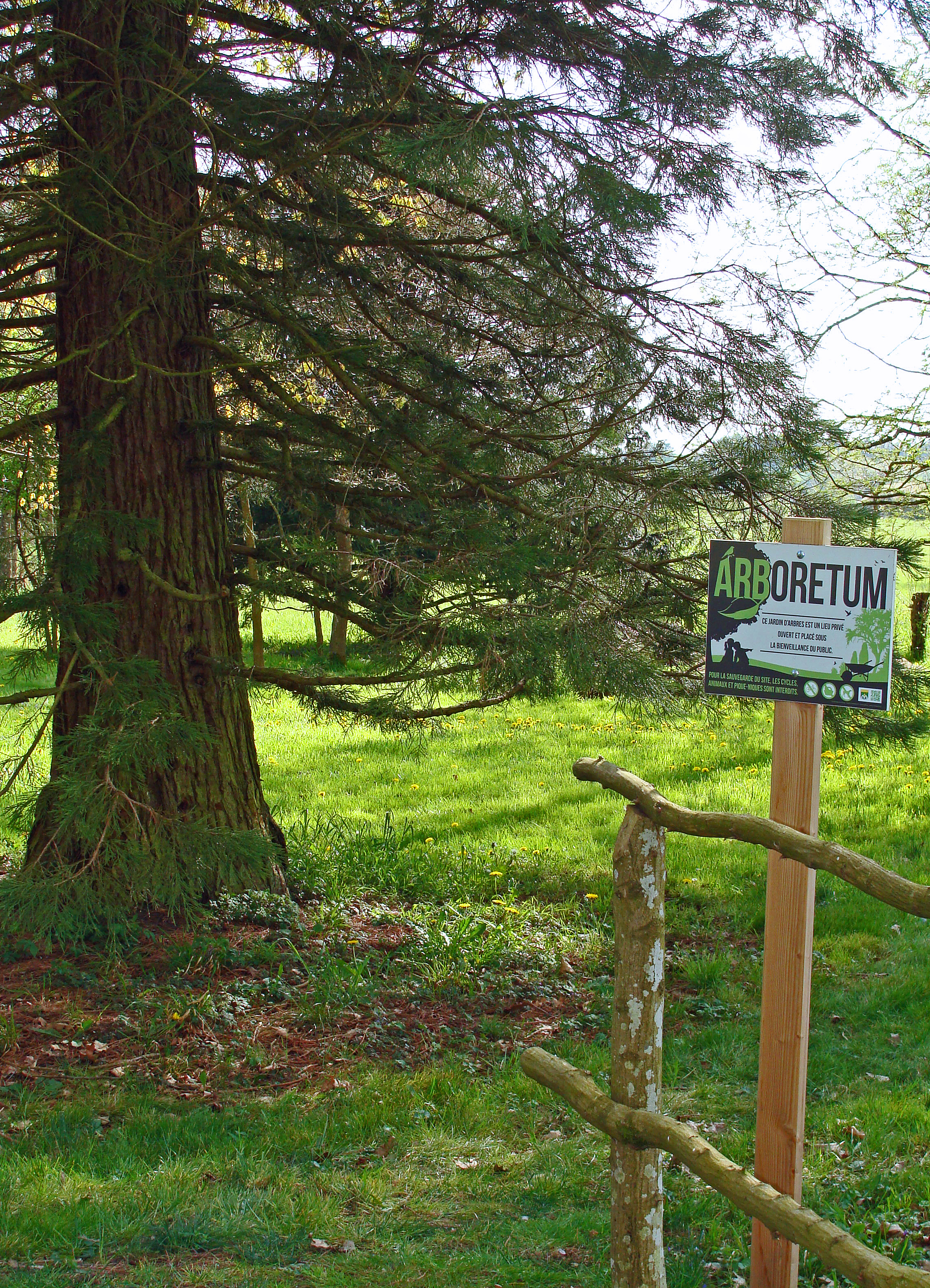
Arboretum de Hoste-Bas.

- Vestiges gallo-romains : fragments de monuments en pierre
- Monument aux morts de Hoste-Haut
- Puits à balancier de Hoste-Bas
- Arboretum de Hoste-Bas, propriété privée ouverte au public
- Maisons anciennes à colombages
- Ouvrages de la ligne Maginot. Les étangs de Hoste-Haut et de Hoste-Bas font partie de la « ligne Maginot aquatique »
- Chemin du Garde et observatoire de la Ligue Protectrice des Oiseaux (LPO) à Hoste-Bas

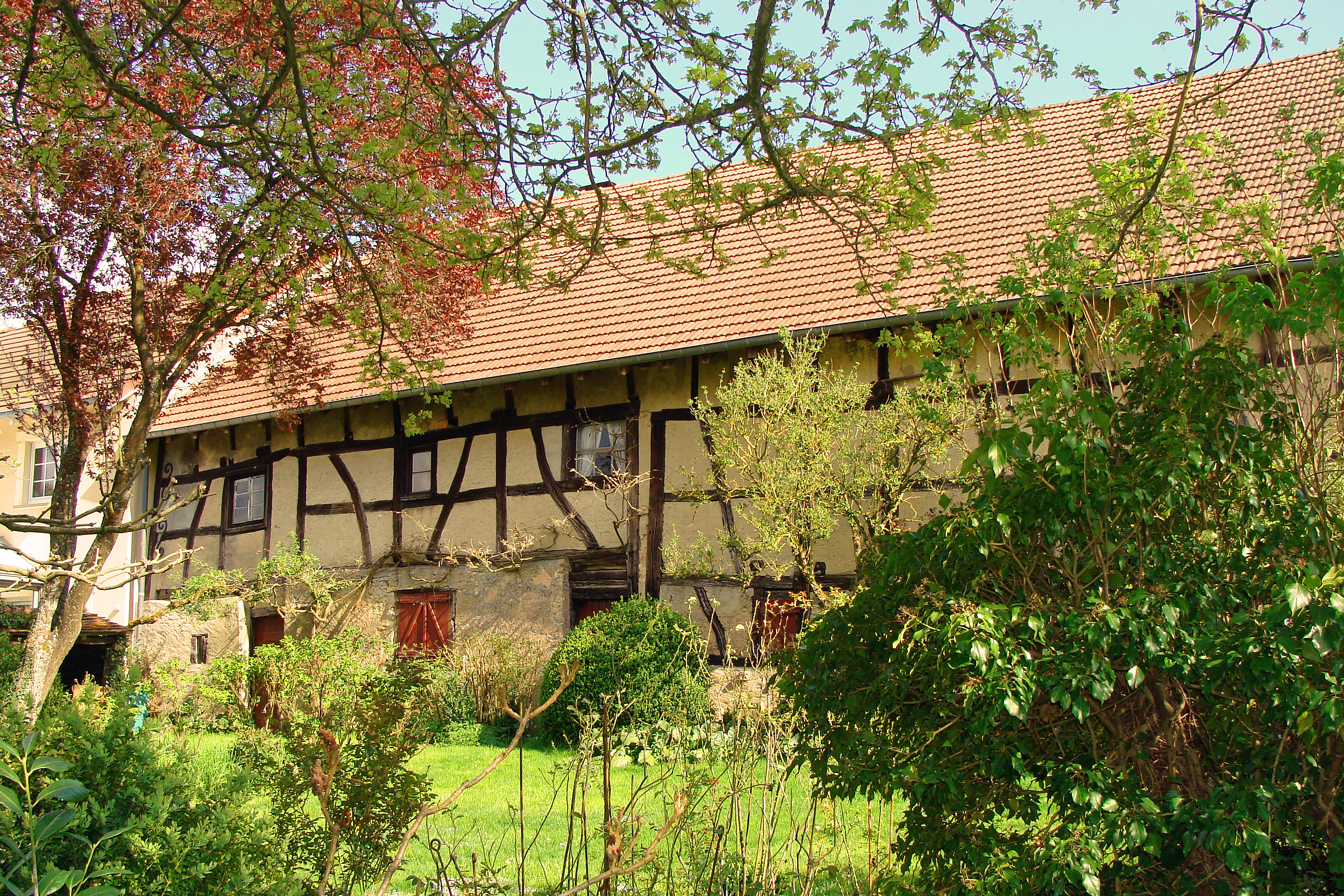
Maison de Hoste-Bas, vue prise de l'Arboretum.
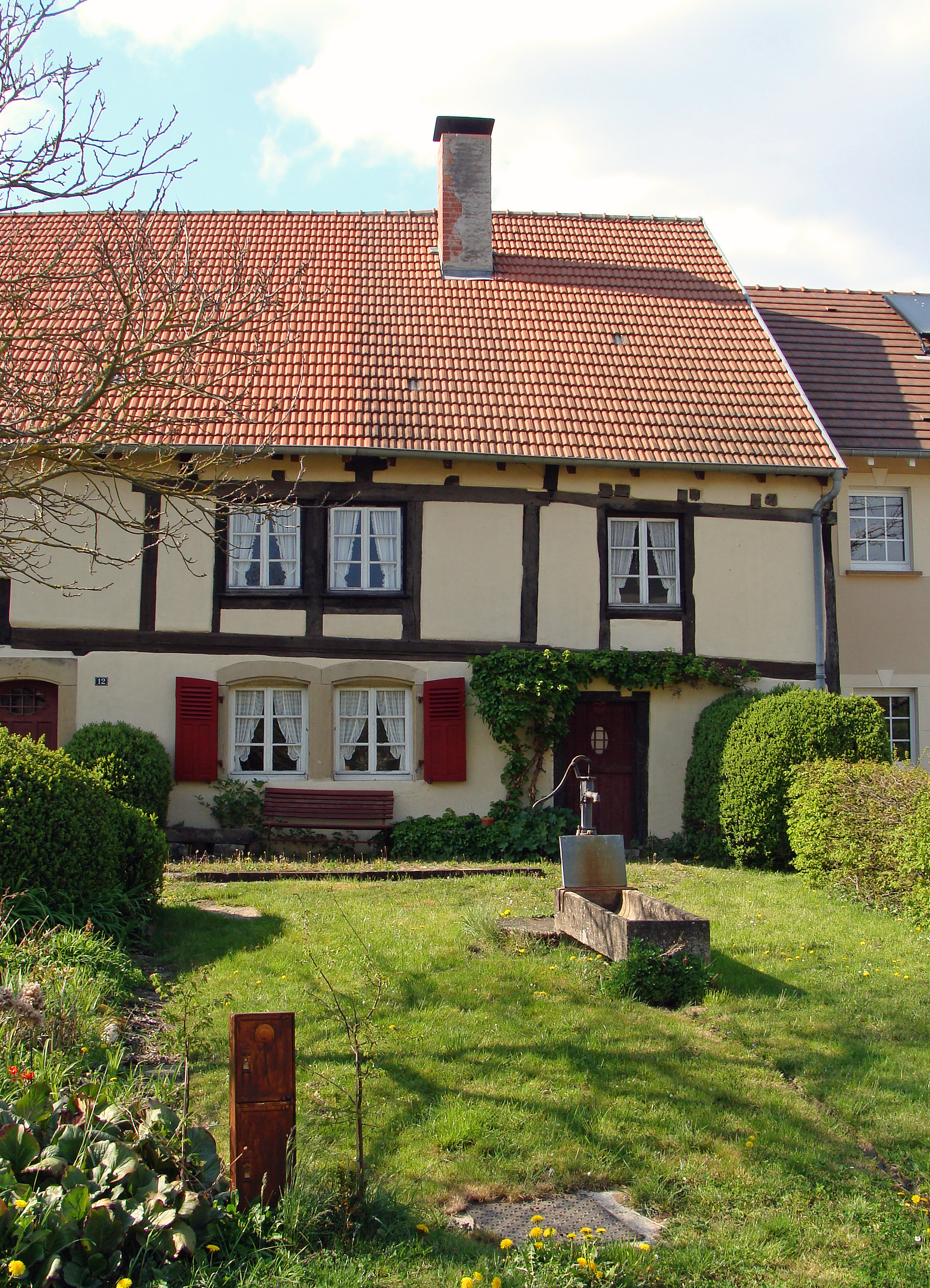
Maison ancienne à colombages de Hoste-Bas avec fontaine.
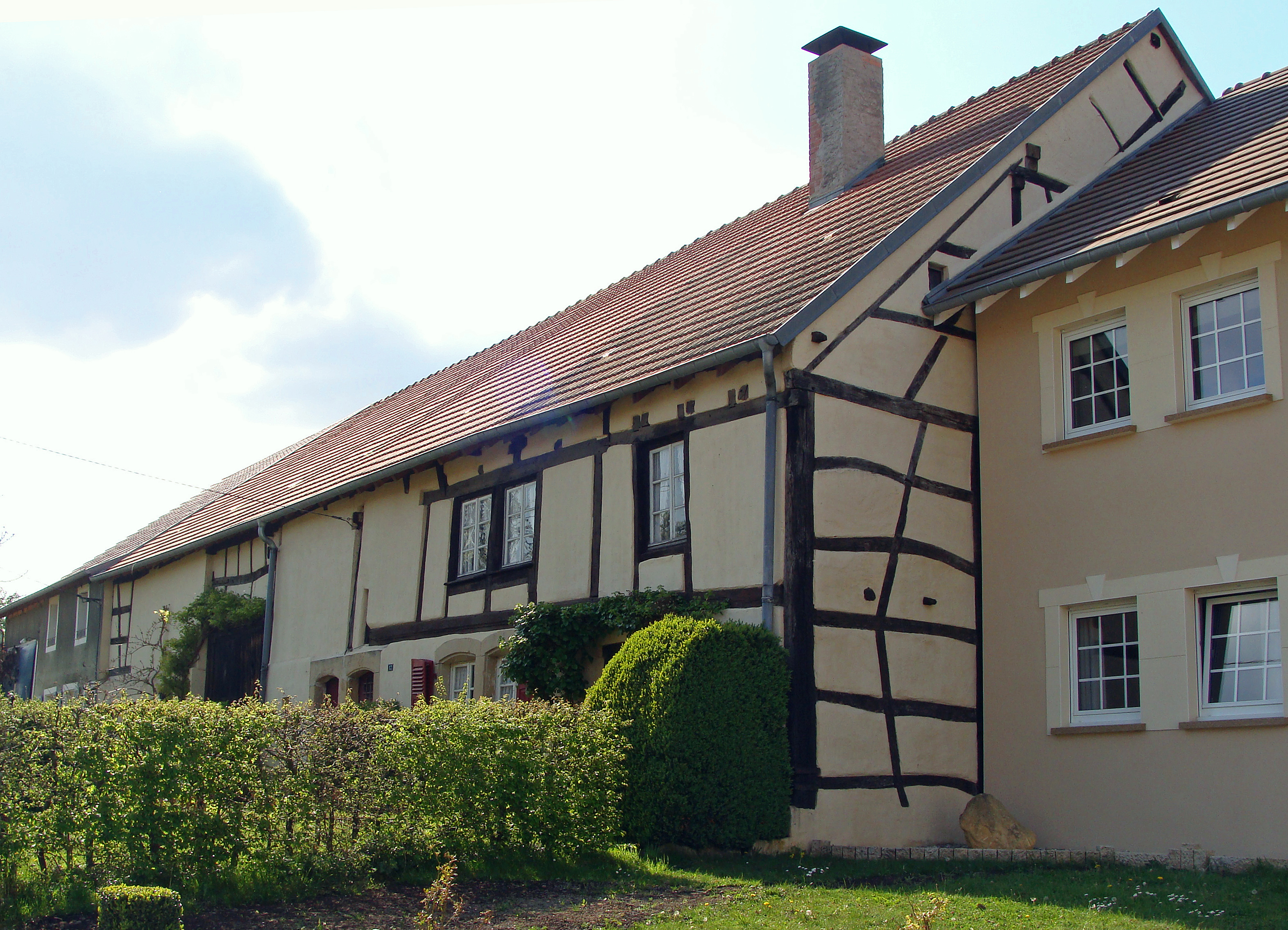
Maison lorraine à colombages de Hoste-Bas.
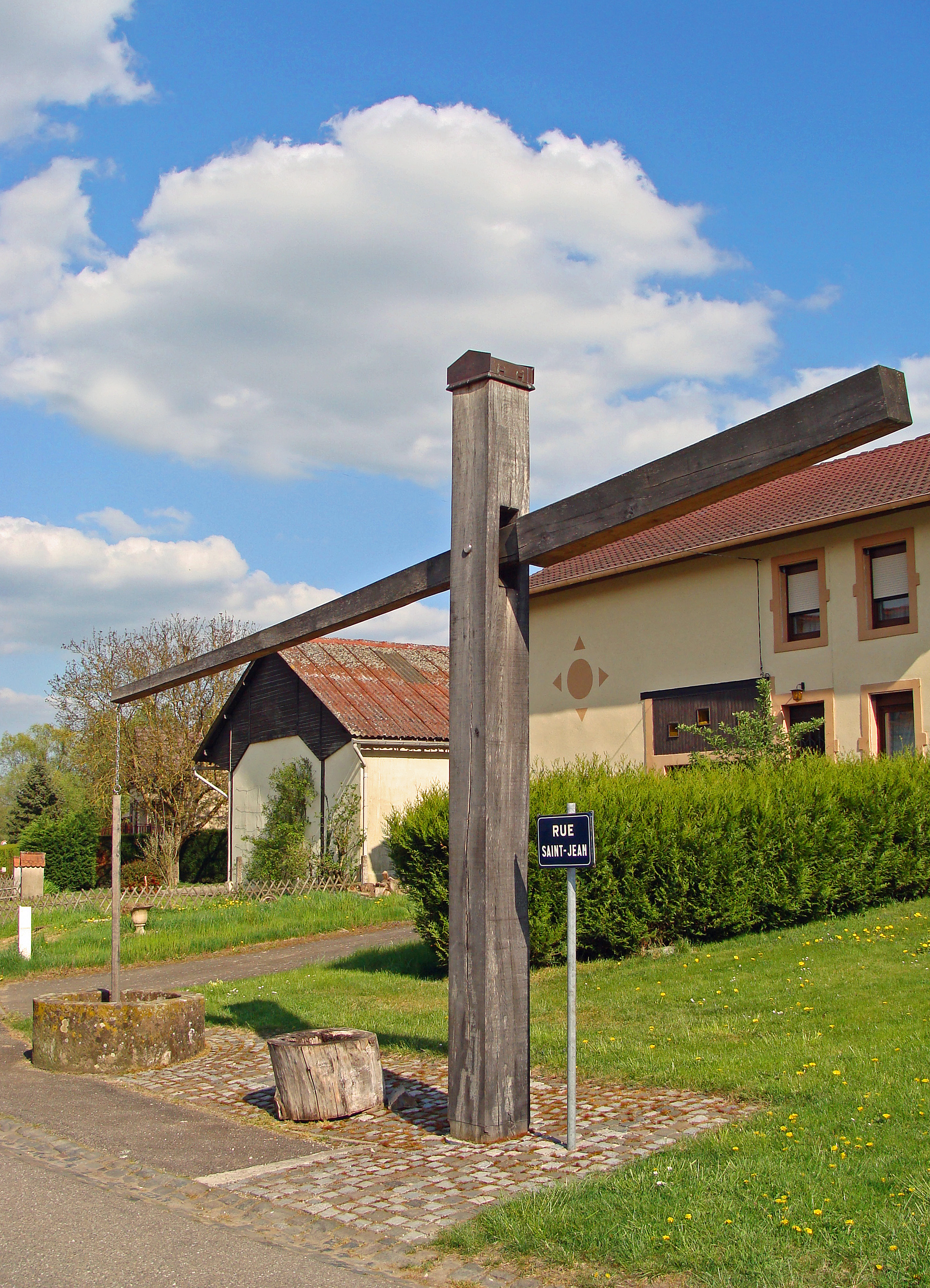
Puits à balancier, rue Saint-Jean.

## Édifices religieux

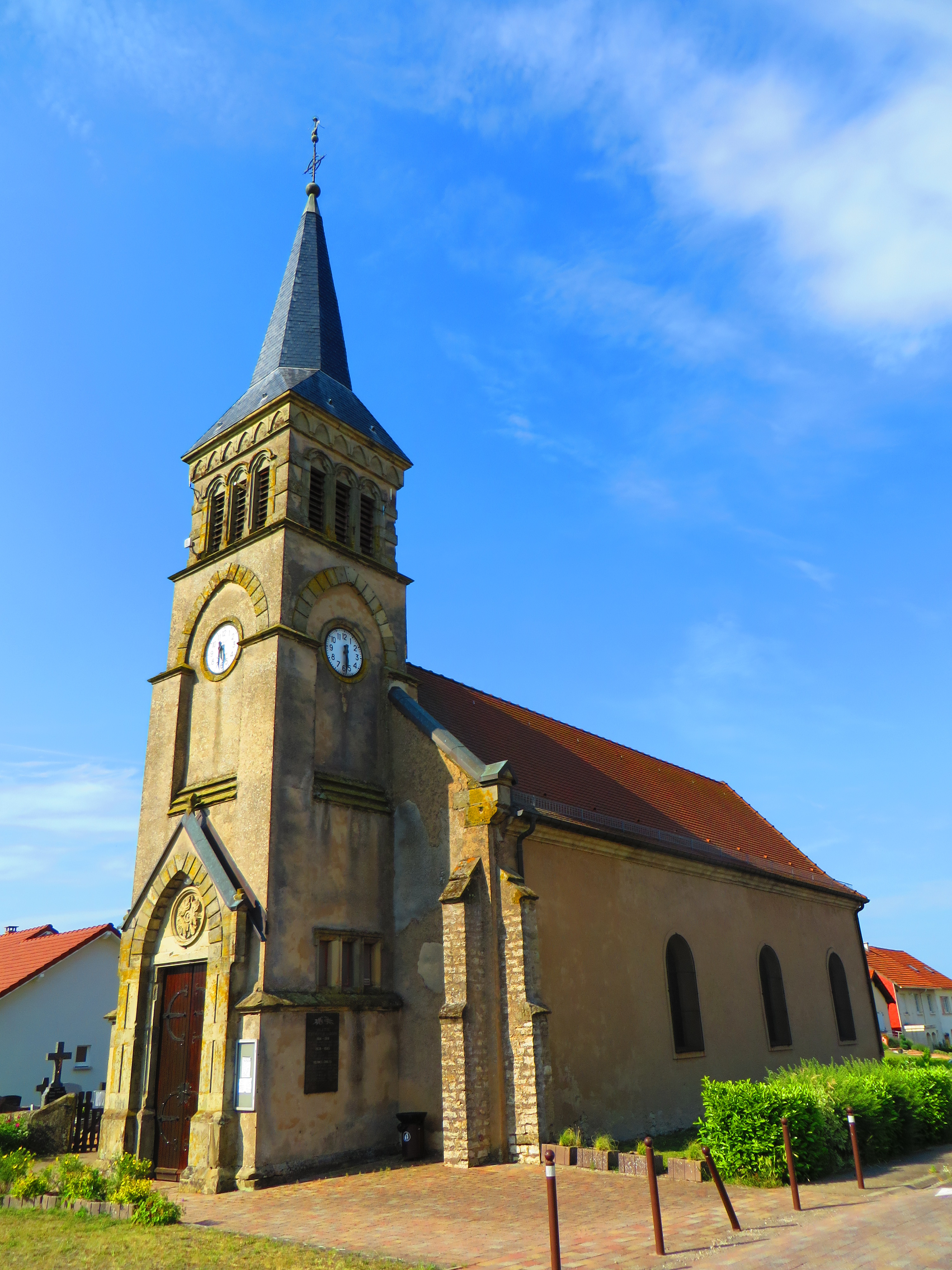
Église Saint-Louis à Valette.

- Église paroissiale néogothique Saint-Maurice à Hoste-Bas, reconstruite de 1870 à 1872 à l'exception de la tour clocher. Remplace un édifice de 1796. Tour clocher reconstruite de 1910 à 1912 et rebâtie en 1960
- Église paroissiale Saint-Louis à Valette, construite XVIIIe siècle ; agrandie en 1866, clocher reconstruit 1894
- Chapelle de la Bonne Fontaine, construite après 1848, pour abriter un calvaire érigé à proximité d'une fontaine miraculeuse ; un manuscrit de 1799 récemment retrouvé relate des guérisons miraculeuses.
- Calvaires et croix de chemins

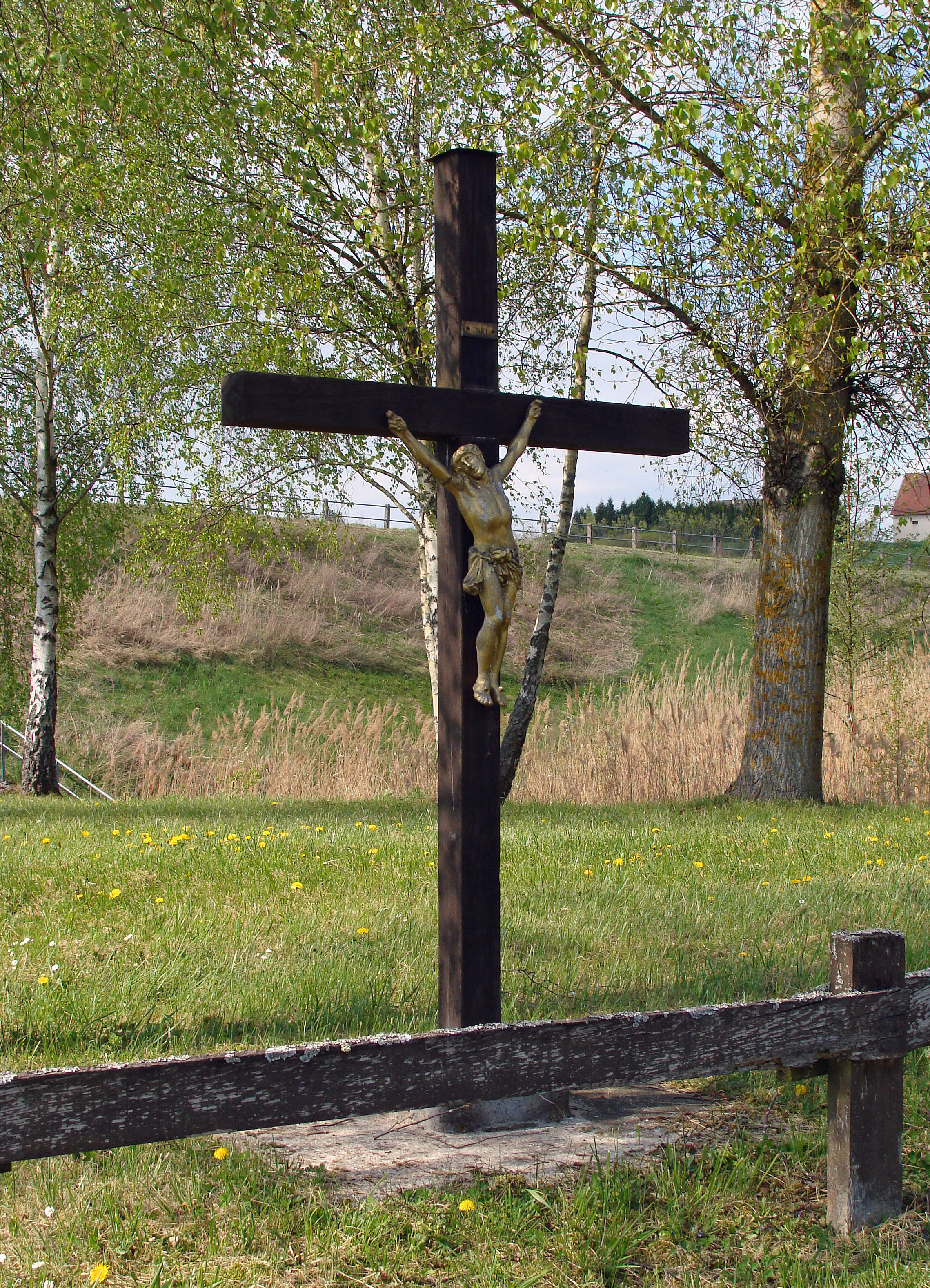
Croix de chemin rue du Bourg.
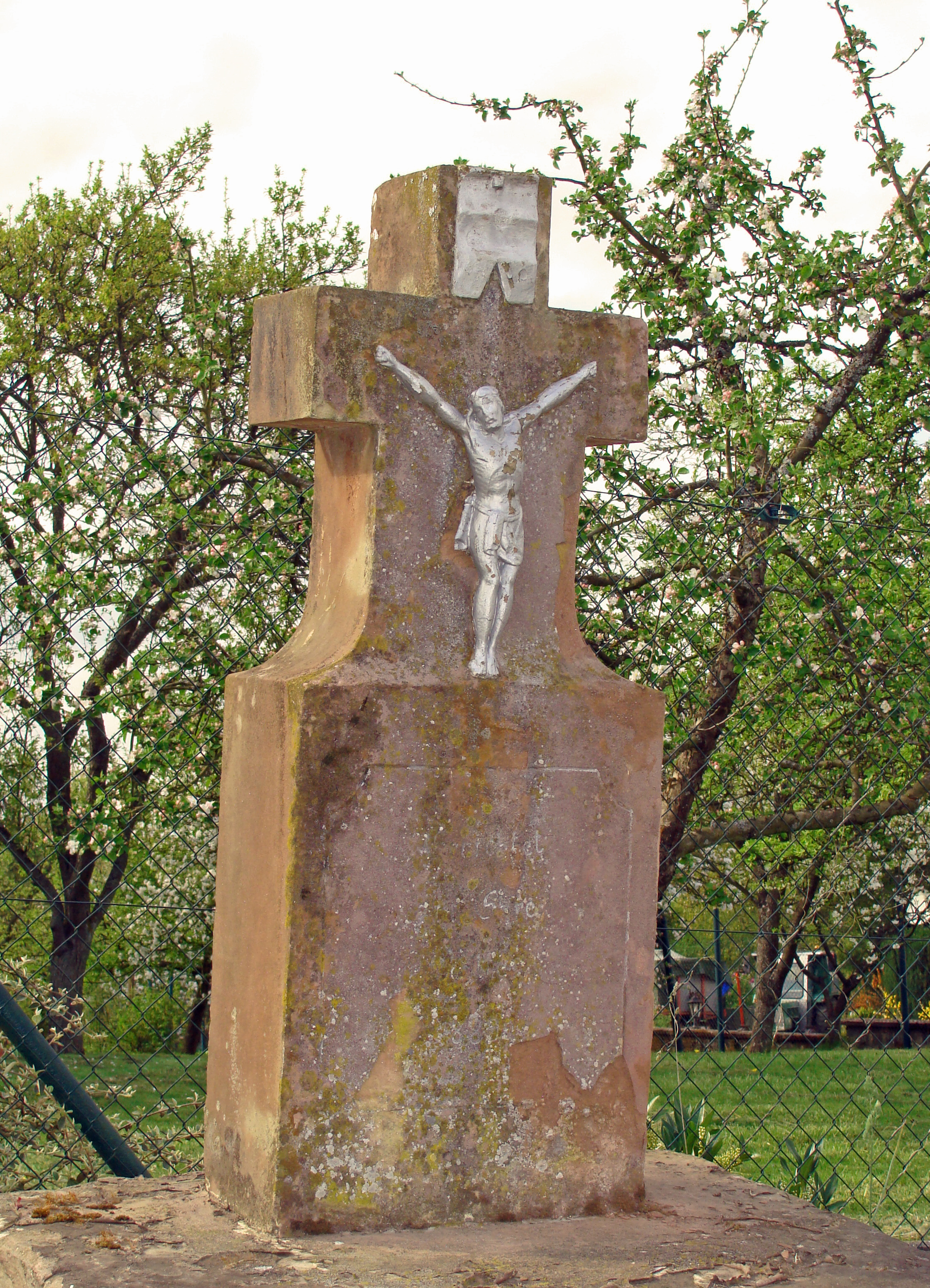
Croix de chemin à Hoste-Bas.
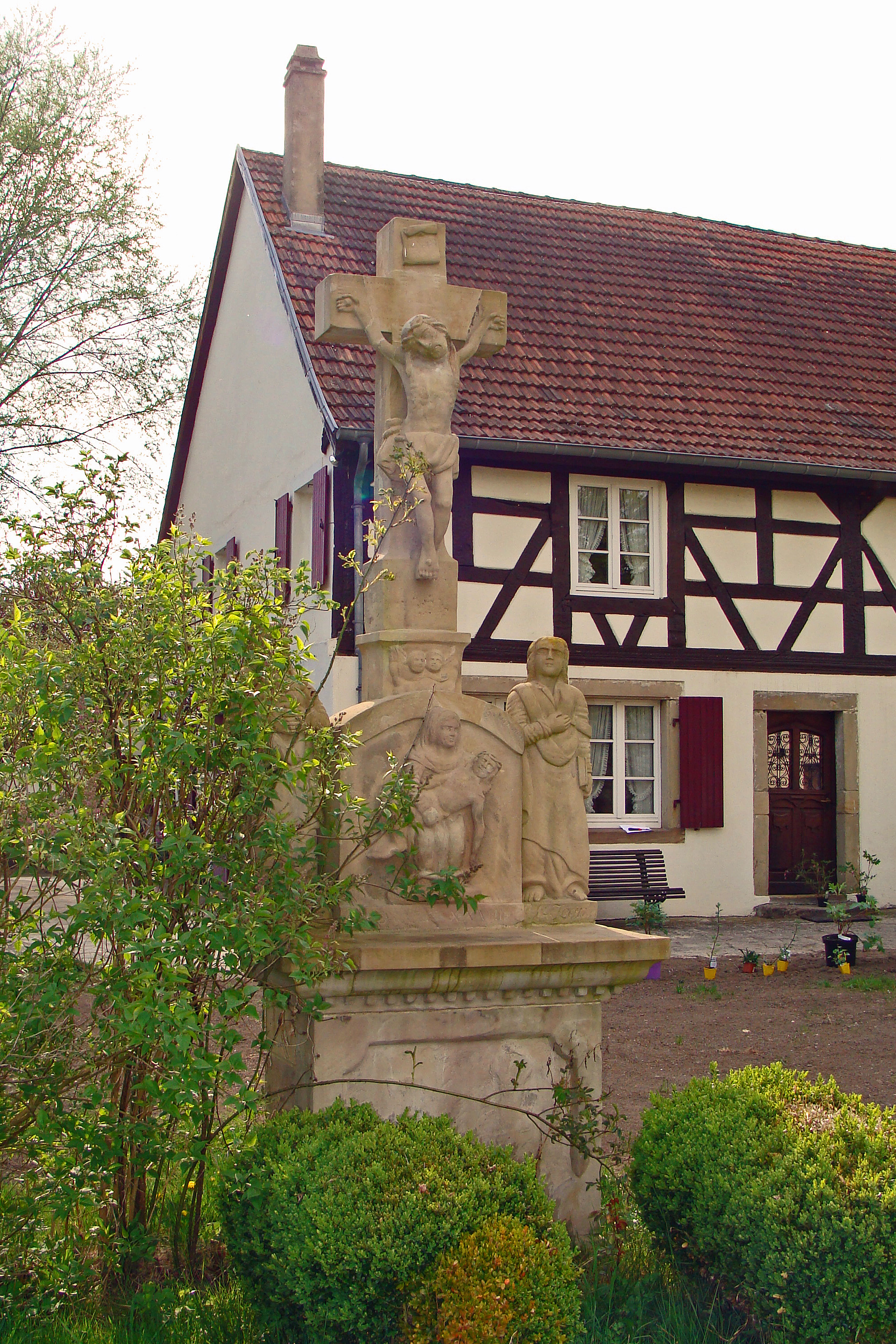
Calvaire à Hoste-Bas.